# 能代号轻巡洋舰
能代（のしろ，Noshiro），為阿贺野级轻巡洋舰二號艦，二战時在大日本帝国服役。该舰艦名來源自日本北部秋田县的米代川的下游的外號－能代川。

## 背景
能代号轻巡洋舰是阿贺野级轻巡洋舰二号舰，日本海军计划用该级巡洋舰替代已有的旧式巡洋舰。1939年的第四次海军军备扩充计划提出了建造能代号的计划，暫稱「第133號艦」。不过，由于日本各船厂生产能力不足，工期被延后了。和她的同级舰一样，能代号的定位是驱逐舰舰队的旗舰。

## 服役史

### 服役初期
1941年9月4日，與其他姊妹艦（阿賀野、矢矧、酒匂）不同，「第133號艦」於橫須賀海軍工廠開工。1942年5月15日，被命名「能代」，同日被命名的還有島風級島風號與秋月級五號艦新月號。7月19日，能代号下水，當日伏見宮博恭王代表昭和天皇前往觀禮。再過將近一年，即1943年6月30日，能代号便在該工廠完工。完工後的下水典禮結束時，能代号馬上被分配到了第1艦隊，并在山口縣岩國市一帶进行训练。1943年8月15日，她取代一个月前在科隆班加拉岛战役中被遭驅逐艦魚雷击沉的神通号轻巡洋舰，成为第2艦隊的第二水雷战队的旗舰。

### 吉尔伯特群岛和所罗门群岛的战斗
1943年12月18日，美国海军派遣企業、普林斯顿和貝勞森林空袭了塔拉瓦环礁。联合舰队随即派大军前往埃內韋塔克環礁迎战，不过，他们并没有接敌。随后，他们返回加罗林群岛特鲁克岛。同样，1943年10月17日-1943年10月26日，联合舰队也没能在美国海军第15特遣舰队轰炸威克岛后抓到美军舰队。
1943年10月31日〜11月1日，美軍在布干維爾島登陸，布干維爾島戰役開始。與此同時，連合艦隊司令，古賀峯一大将，將第一航空戰隊的戦力投入到該島東南，随后，他决定投入位于土魯克港的主力艦隊，也就是第二舰队。11月3日午早上7時45分，第二艦隊司令長官栗田健男中将指揮下的重巡洋艦部隊爱宕，高雄和摩耶，第七舰队的铃谷和最上，第八舰队的筑摩，還有第二水雷戰隊所屬的能代、玉波、涼波、早波、藤波從卡車港出發。11月5日早上六點多，艦隊抵達拉包爾。 同日早上7時，美軍38特遣舰队的萨拉托加與普林斯顿的艦載機，共97架對於停泊在拉包爾的艦隊進行空襲，使栗田的艦隊受了重傷，然而能代只有被一枚航空魚雷擊中。6日，能代作为第二支援队的隊長在托罗金纳角进行反向登陆行动。
1943年11月12日，姐妹舰阿贺野被美国海军巫喙鲈号潜艇所发射的鱼雷击中，於是能代号对她的提供救助并将她拖回了特鲁克岛。
1943年11月20日，為了夺回塔拉瓦环礁，美军发动塔拉瓦戰役。美軍在該次的进攻舰队中有13艘战列舰和11艘航母。能代号随即和熊野，鳥海，大淀和数艘驱逐舰离开特鲁克岛前去应战。1944年1月1日，这支舰队遭到美国海军碉堡山号航空母舰和蒙特利号航空母舰的攻击。这次袭击使得能代号的一座炮塔无法使用，10名船员阵亡。
1944年1月19日，能代号受命离开特鲁克岛，去将遭到美国海军黑線鱈袭击的云鹰拖回塞班岛。能代号随后返回横须贺海军工厂，1944年2月1日，她进入干船坞接受修理及改装。日军在能代号上增设了8座三联装及18座單裝九六式25毫米高射机炮。经过改装，能代号上25毫米炮的数量增加至28管。

### 在菲律宾的战斗
1944年3月28日，能代号的改装全部完成。1944年4月5日，能代号和第四舰队的爱宕、高雄、鸟海及第五舰队的妙高、羽黑、春雨启程前往达沃市和林加群島。这支巡洋舰舰队被美国海军的潛水艇鲦鱼和河鲈发现，不过前者发射的六枚鱼雷均未命中，后者則没有发动攻击。
1944年4月7日，美国海军巫喙鲈号潜艇在达沃湾发现这支舰队正在驶离海湾，不过該潜艇並沒有發起進攻，只是看著。
1944年5月18日，美国海军角鱼号潜艇同时向该舰队发射了總共六枚鱼雷，然而没有一枚鱼雷命中。
1944年6月19日，能代号参加了菲律賓海海戰。当时，她是栗田舰队一员。奇蹟的是，能代号没有在这场战役中受损。
在6月末到7月初的这段时间里，能代号抵達吴海军工厂接受改装。在艦船身上增加了两座3联装九六式25毫米高射机炮（改装后能代号共有48管25mm机炮，10座双联装+18座单联装），一部一三式对空搜索雷达，一座二二式对海搜索雷达。
1944年7月8日，能代号和满载着士兵和资源的驱逐舰离开吴市前往新加坡。
1944年10月18日，为了给即将開戰的莱特湾海战做足准备，日本海军命令能代号前往汶莱。能代号以一個第2水雷战队旗舰的身分，伴随栗田中将所率領的主力舰队航行。
1944年10月24日，在锡布延海战中，从美军第38特遣舰队航母起飞的超过250架舰载机对A舰队发动了11次攻击。尽管大和号，长门号，榛名号，妙高号和利根号均受损，能代号却安然无恙。
在第2天的萨马岛海战中，能代号的6英寸主炮数次击中白原号护航航空母舰，不过，她的右舷也遭到了美军驱逐舰的5英寸火炮的炮击。她也合作击沉了美国海军甘比尔湾号航空母舰。后者是海军史上少有的被炮火击沉的两艘航空母舰之一。（另一艘是光榮號航空母舰）
1944年10月26日，班乃岛西方，栗田舰队遭到了从胡蜂号航空母舰和科本斯号航空母舰起飞的，80架TBF復仇者式轟炸機的袭击。一枚炸弹击中了能代号的防空炮弹药库并引起火灾，不过火势很快被扑灭。在第二轮攻击中，六架“复仇者”袭击了能代号，不过能代号躲开了他们的鱼雷。不过，在第三轮攻击中，一枚Mk 13鱼雷击中了能代号的3号锅炉室，锅炉室立即被淹没了。随后1号锅炉室也遭水淹。灌入的水使得能代号锅炉全部停止工作，这时，能代号船身已经倾斜15度。在进行过紧急修复以后，眼见能代号已经回天无望，滨波号驱逐舰靠近能代号并将能代号上的二水战司令接走了。10:14，一支自大黄蜂号航空母舰起飞，由28架TBM复仇者式轰炸机及SB2C俯冲轰炸机组成的机队对能代号发动了第四次袭击，一枚鱼雷集中了能代号的右舷2号炮塔下方的位置。能代号的炮手宣称，在这轮攻击中，他们击落了6架来袭飞机。为了让船只平衡，船长随后命令向前弹药库注水。5分钟后，在海浪的冲击下，倾斜反而越来越严重。船长随即宣布弃舰。11:13，能代号在民都洛島的南部沉没，沉没地坐标为 11°42′N 121°41′E / 11.700°N 121.683°E。
328名幸存者和船长被秋霜号驱逐舰和滨波号驱逐舰救起。
1944年12月20日，能代号被日本海军除籍。

### 繼承艦
2020年7月15日，最上級新型護衛艦的3號艦開始動工。在2021年6月22日的下水典禮時繼承其名，即為「能代號護衛艦(FFM-3)」。

## 後人創作
- 舰队收藏，深渊地平线。

- 2019年12月26日，在艦B的活動「浮櫻影華」中登場。

## 資料來源

## 關連項目
- 大日本帝國海軍艦艇一覽